# Српска радикална странка „9. јануар”
Српска радикална странка „9. јануар” (у периоду између 2004. и 2016. године Српска радикална странка „Др Војислав Шешељ”) бивша је политичка партија са сједиштем у Бијељини, Републици Српској. Њен предсједник је био Мирко Благојевић.
Странка је настала 2004. године издвајањем дијела чланства Српске радикалне странке РС, незадовољних што се руководство дистанцирало од Војислава Шешеља. У том тренутку странка је у Народној скупштини РС имала 4 посланика, од којих се један, Милан Лазић, приклонио новонасталој странци.

## Унутарстраначки сукоби
Ова радикална странка је у периоду од 2004. до 2013. једина у Републици Српској имала подршку матичне Српске радикалне странке из Београда. Током 2013. године долази до унутарстраначких сукоба, неколико пута је покушана смјена предсједника странке Благојевића, што је судском одлуком поништено, док је у међувремену сам Благојевић из странке искључио неколицину људи, међу њима и Драгана Ђурђевића, који је уз подршку СРС-а из Београда основао нову Српску радикалну странку, и са њом на изборима 2014. обезбиједио парламентарни статус.

## Парламентарни избори 2014. године
СРС „Др Војислав Шешељ”, односно њен предсједник Благојевић, и неколицина чланова, је на изборима 2014. учествовала на листи Српске напредне странке која није прешла цензус. Појавиле су се информације да је цјелокупно чкланство странке приступило Српској напредној странци, иако је странка након тих избора наставила самостално да дјелује. Мирко Благојевић је на тим изборима подржао кандидате Савеза за промјене, за предсједника РС, и српског члана Предсједништва БиХ, док је Српска напредна странка била против.

## Ново име
Након што је Мирко Благојевић изгубио подршку централе у Београду, лидер СРС-а, Војислав Шешељ је оспорио даље коришћење свог имена у називу странке.
Изгубивши подршку Шешеља, пред локалне изборе 2016. странка мијења име у Српска радикална странка „9. јануар”, и под новим именом пријављује излазак на локалне изборе.

## Уједињење
На дан 24. фебруар 2018. године у Бања Луци је одржана оснивачка скупштина нове политичке партије, гдје је извршено уједињење пет политичких субјеката. У  нову странку под називом Српска напредна странка су се ујединили Јединствена напредна странка, Српска напредна странка Републике Српске, Српска напредна странка - изворна и Српска радикална странка „9. јануар”.

## Резултати
У периоду између 2004. и 2006. године, након цијепања СРС Републике Српске,  имали су једног посланика у Народној скупштини.
| Избори | # гласова | % од важећих | # посланика        | Влада                        |
| ------ | --------- | ------------ | ------------------ | ---------------------------- |
| 2002.  |           |              | 1 / 83 (од СРС РС) | владајући                    |
| 2006   | 12.717    | 2,25         | 0 / 83             | опозиција (ванпарламентарна) |
| 2010   | 13.731    | 2,17         | 0 / 83             | опозиција (ванпарламентарна) |
| 2014   | 13.942    | 2,11%        | 0 / 83             | опозиција (ванпарламентарна) |